# Penthélia
Penthélia est une poétesse et une prêtresse-musicienne du dieu Ptah qui aurait vécu sous l'Ancien Empire. 
Selon Sophie Drinker, elle aurait décrit les événements de la guerre de Troie dans des chansons et des récits et sa technique du traitement du matériel épique aurait inspiré Homère. Elle symbolise pour la musicologue américaine le double rôle des femmes chargées à la fois d'une fonction religieuse dans les temples et de l'animation des festivités profanes dans les palais.
La féministe américaine Matilda Joslyn Gage, s'appuyant sur A Dissertation Concerning the War of Troy, publiée en 1796 par le mythographe Jacob Bryant, et extrapolant à partir du premier livre de la Bibliothèque historique de Diodore de Sicile, en fait quant à elle l'auteur de l'Iliade et de l'Odyssée. Selon son affirmation, les poèmes auraient été dérobés par Homère en voyage en Égypte, avec l'aide d'un prêtre félon, dans les archives du temple de Memphis où ils étaient conservés. 
Ces affirmations sont toutefois à prendre avec une grande prudence car le mythographe Jacob Bryant sur lequel s'appuie Matilda Gage écrit son ouvrage à une époque où les hiéroglyphes égyptiens ne sont pas encore déchiffrés (chose faite en 1822 par Jean-François Champollion). Depuis lors, aucune source égyptienne ou grecque ne semble être venue confirmer ou infirmer l'existence réelle de la prêtresse Penthélia, ni, a fortiori, la réalité de l'utilisation ou même de la connaissance par Homère de sa prétendue œuvre poétique. 

## Postérité
- Penthélia figure parmi les 1 038 femmes référencées dans l'œuvre d'art contemporain The Dinner Party (1979) de Judy Chicago conservée au Brooklyn Museum. Son nom y est associé à Sappho[3].